# چناربن (ساری)
چناربن، روستایی است از توابع بخش مرکزی شهرستان ساری در استان مازندران ایران.

## جمعیت
این روستا در دهستان مذکوره قرار داشته و براساس آخرین سرشماری مرکز آمار ایران که در سال ۱۳۸۵ صورت گرفته، جمعیت آن ۳۴۸نفر (۱۰۳خانوار) بوده‌است.
روستای چناربن در سرشماری جدید سال ۱۳۹۰ به ۱۲۵ خانوار افزایش یافت.